# 阿史那都支
阿史那都支，又作阿史那匐延都支、都支，唐朝突厥族将领，吐蕃支持下的西突厥十姓可汗。
本是西突厥处木昆部酋长，隶属于阿史那弥射。咸亨二年（671年），唐高宗以阿史那都支为左骁卫大将军兼匐延都督，以安辑咄陆五部。仪凤元年（676年，一作仪凤二年，677年）六月初，都支自号十姓可汗，与吐蕃联合，兴兵反唐，攻打安西，高宗诏命吏部侍郎裴行俭讨伐。裴行俭请皇帝先不要发兵，可以智取。仪凤四年（679年），高宗又下诏命裴行俭送波斯王子卑路斯，并安抚大食。唐军至西州（今新疆吐鲁番市），召安西四镇诸族首领。阿史那都支没有怀疑，率子弟谒见，裴行俭遂擒都支，又执诸部渠长，集兵万人进攻，使别帅李遮匐投降。裴行俭将阿史那都支献俘长安。